# Salzburger Bildungswerk

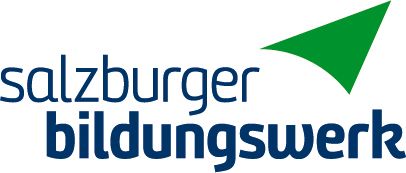
Logo Salzburger Bildungswerk

Das Salzburger Bildungswerk ist ein Verein der Erwachsenenbildung im Bundesland Salzburg mit Sitz in der Stadt Salzburg. Träger sind das Land Salzburg und die Gemeinden des Bundeslandes. Die Tätigkeit erstreckt sich über das gesamte Bundesland sowie bei grenzüberschreitenden Kooperationen mit ähnlichen Einrichtungen auf Österreich und das Ausland. Das Salzburger Bildungswerk ist eine überparteiliche und überkonfessionelle Einrichtung der Erwachsenenbildung und verfolgt ausschließlich und unmittelbar gemeinnützige Zwecke im Sinne der Bundesabgabenordnung. Das Salzburger Bildungswerk ist Mitglied des Dachverbandes „Ring Österreichischer Bildungswerke“.

## Geschichte
Das Bildungswerk wurde am 13. September 1956 gegründet. 1961 fand die erste Bildungswoche in Goldegg statt; 1976 und 1985 folgten die Meilensteine 200. bzw. 500. Bildungswoche im Land Salzburg.
1964 begann die Reihe der „Salzburger Singwochen“. 1980 wurde der Museumsführer „Heimatmuseen im Land Salzburg“ verlegt, 1986 eine überarbeitete und erweiterte Auflage des „Schulhandbuches für Elternvertreter“. 1992 wurde die „Schule der Dorf- und Stadterneuerung“ dem Salzburger Bildungswerk angeschlossen, die 2003 in „Gemeindeentwicklung Salzburg“ umbenannt wurde. 2002 gab das Salzburger Bildungswerk die Mundartanthologie „Salzburger Dialektmosaik“ heraus.

## Aufgaben und Angebote
Das Salzburger Bildungswerk ist in rund 115 Gemeinden mit einem örtlichen Bildungswerk vertreten. Ein örtliches Bildungswerk, bestehend aus Bildungswerkleitung, dem Bürgermeister bzw. der Bürgermeisterin als Vorsitz und ehrenamtlichen Mitarbeiterinnen und Mitarbeitern, entwickelt Bildungs- und Kulturprogramme für die jeweilige Gemeinde zu folgenden Themenbereichen: Gemeindeentwicklung, Elternbildung, Frauenbildung, Seniorenbildung, Politische Bildung, Gesellschaft und Kultur, Ökonomie und Nachhaltigkeit, Gesundheitsthemen oder Ortsgeschichte.
Jährlich werden rund 1.500 Angebote von rund 60.000 Teilnehmerinnen und Teilnehmern genutzt. Das Salzburger Bildungswerk will Menschen dazu anregen, Fragen zu stellen, Probleme zu erkennen und an deren Lösung im Sinne der Gemeinschaft aktiv mitzuarbeiten.
Das Salzburger Bildungswerk wird von Dipl. Ing. Richard Breschar geleitet. Dem Verein stehen ein Vorstand und ein Kuratorium mit LR Mag. Daniela Gutschi als Präsidentin an der Spitze vor.

## Inhaltliche Schwerpunkte
Neben der Aus- und Weiterbildung von Ehrenamtlichen, zahlreichen Lehrgängen, Seminaren, Exkursionen, Workshops, Vorträgen, Ausstellungen und kulturellen Veranstaltungen bietet die Direktion des Salzburger Bildungswerkes örtlichen Bildungswerken vor allem Beratung und Service.
Inhaltlich richten sich die Angebote an Gemeinden, Vereine, Eltern, Seniorinnen und Senioren, Frauen, Sozialbeauftragte und Soziale Hilfsdienste, Ortschronistinnen und -chronisten sowie an alle Salzburgerinnen und Salzburger.
Eine Auswahl:
- Zu den Angeboten für Gemeinden zählen Bildungswerkbetreuung, soziale Gemeindeentwicklung und Generationendorf, Bildungswerkstätten und Bildungswochen, Forum Familie.[3][4][5]
- Die Vereinsakademie ist ein Weiterbildungsangebot für alle Vereine im Bundesland Salzburg.[6]
- Das Angebot für Ortschronistinnen und -chronisten umfasst das Chronistenseminar und die Plattform Geschichte Pongau.[7][8]
- Zu den Angeboten für Eltern zählen die Elternbriefe, das Elterninfoblatt und die Elternbildung.
- Erinnerungsgespräche mit Zeitzeugen.[9]
- Repair Cafés: Hilfe zur Selbsthilfe.[10]

## Schwerpunkt Bildungswoche (Bildungswerkstatt)
Jährlich werden 10 bis 15 davon mit beachtlichem Erfolg durchgeführt. Bildungswochen bilden einen „Klassiker“ im Angebot des Salzburger Bildungswerkes. Die Bildungswoche ist in ein mittelfristiges Projekt – die Bildungswerkstatt – eingebettet. Das ergibt ein anspruchsvolles pädagogisches, inhaltliches und organisatorisches Gefüge. In der etwa einjährigen Vorbereitungszeit wird die intensive Einbeziehung möglichst vieler Gruppen und Kräfte in der Gemeinde angestrebt. Der Bildungswerkstatt kommt mindestens gleiches Gewicht zu, wie der Phase der „sichtbaren“ Durchführung der Woche. Die Bildungswerkstatt und das häufig sehr dichte Angebot während der Woche machen das Projekt zu einem Ereignis für die gesamte Bevölkerung einer Gemeinde.